# 中野愛理
中野 愛理（なかの あいり、2001年〈平成13年〉3月24日 - ）は、日本のアイドル、モデルである。女性アイドルグループSKE48チームSおよび派生ユニットであるカミングフレーバーのメンバー。
愛知県出身。ゼスト所属。カミングフレーバーでは「AIRI」名義で活動。

## 略歴
2018年1月21日、「第3回AKB48グループ ドラフト会議」においてSKE48チームKIIに第1巡目で指名される。同年2月12日にポートメッセ名古屋で行われた「無意識の色」発売記念握手会で、ドラフト3期生としてお披露目。同年9月16日に開催された「SKE48リクエストアワーセットリストベスト100 2018～メンバーの数だけ神曲はある～」において、正規メンバーへの昇格とチームKII所属が発表される。
2019年7月24日に発売のSKE48 25thシングル「FRUSTRATION」のTYPE-Aに収録されるカップリング曲「せ〜ので言おうぜ!」にて新ユニット「カミングフレーバー」が結成され、同ユニットのメンバーに選出。
2021年2月3日に発売されたSKE48 27thシングル「恋落ちフラグ」で、初めてシングル表題曲の選抜メンバーとなる。同年7月から3ヶ月にわたって行われた「AKB48グループ×『bis』× SHOWROOMオーディション」で1位を獲得。最終審査を経てグランプリに選ばれ、『bis』（光文社）2022年1月号から1年間レギュラーモデルに就任することが発表された。
2022年10月5日に発売されたSKE48 30thシングル「絶対インスピレーション」TYPE-Cに収録のカップリング曲「片想いフォーエバー」ではセンターに抜擢された。
2024年2月28日発売のSKE48 32ndシングル「愛のホログラム」で、先述の全員選抜曲であった「恋落ちフラグ」を除くとシングル表題曲に初選抜となった。
2025年1月1日、SKE48劇場にて新チーム体制にともなうメンバー編成の発表が行われ、チームSへの配属が発表された。
同年7月30日に自身初となる写真集『可愛いと言って欲しい』をKADOKAWAより発売予定。同年7月15日、チームS「僕の太陽」公演にて卒業発表した
。同年8月31日をもってSKE48を卒業予定。

## 人物
- 愛称は、らぶりん。
- キャッチフレーズは「みんなの愛は？Sサイズ？Mサイズ？(Lサイズ〜！)　らぶりんを(愛すのみ！)」を使用している[15]。
- サイリウムカラーはピンクと白。
- 趣味は、アイドル鑑賞、ラーメン、カフェ巡り[15]。
- 将来の夢にモデルをあげている[15]。
- 体系維持のために必ず湯船に浸かってマッサージや脚パカ、ストレッチをしており、お風呂から上がった後は全身に化粧水とボディクリームを塗って保湿している[16]。

### SKE48
- 小学校4年生のころからAKB48に入ることが夢で何度かオーディションを受けており、SKE48の6期・7期・HKT484期での落選を経て4回目のチャレンジでSKE48へ加入することとなった[17][18]。

## SKE48での参加曲

### シングル選抜楽曲
SKE48名義
- 「いきなりパンチライン」に収録
  - 例のポテトチップス - 「研究生&ドラフト3期生」名義
- 「Stand by you」に収録
  - 蹴飛ばした後で口づけを - 「Team KII」名義
  - 神様は見捨てない
- 「FRUSTRATION」に収録
  - せ〜ので言おうぜ! - 「カミングフレーバー」名義
- 「ソーユートコあるよね?」に収録
  - 君のいない世界 - 「カミングフレーバー」名義
  - 恋の根拠 - 「ハイウェイガールズ」名義
- 恋落ちフラグ
  - 音の割れたチャイム - 「カミングフレーバー」名義
- 「あの頃の君を見つけた」に収録
  - 世界のスーパーヒーロー
- 「心にFlower」に収録
  - じゃないロマンティック
- 「絶対インスピレーション」に収録
  - 片想いフォーエバー（センター）
- 「好きになっちゃった」に収録
  - 100年経ったら Kiss me! - 「Team KII」名義
- 愛のホログラム
  - Cherry17 - 「Team KII」名義（センター）
- 告白心拍数
  - 恋の哲学者 - 「Team KII」名義
- 「Tick tack zack」に収録
  - Unlimited - 「Team S」名義

### 劇場公演ユニット曲
SKE48「青春ガールズ」公演
- Blue rose（福士奈央のアンダー）
- 雨の動物園（末永桜花、杉山愛佳のアンダー）

チームKⅡ 7th Stage「最終ベルが鳴る」
- ごめんね ジュエル
- リターンマッチ（惣田紗莉渚、竹内彩姫のアンダー）

SKE48「手をつなぎながら」公演
- この胸のバーコード（江籠裕奈のアンダー）
- チョコの行方（鈴木恋奈のアンダー）

チームKII 8th Stage「時間がない」
- 転生しても好きでした
- 瞳の中にアップル（入内嶋涼のアンダー）

チームS 8th Stage「僕の太陽」
- 僕とジュリエットとジェットコースター
- 向日葵

## 出演

### イベント
- TOKYO GIRLS COLLECTION
  - SDGs推進 TGCしずおか 2020 by TOKYO GIRLS COLLECTION（2020年1月11日、ツインメッセ静岡 北館 大展示場）[19]
  - 2022 SPRING/SUMMER（2022年3月21日、国立代々木競技場第一体育館）[20]
- Rakuten GirlsAward 2024 SPRING / SUMMER（2024年5月3日、国立代々木競技場第一体育館）[21]

## 書籍

### 写真集
- 可愛いと言って欲しい（2025年7月30日予定、KADOKAWA）[12]

### 雑誌連載
- bis（2021年1月号 - 、光文社）[8]